# Chiesa di San Venceslao (Stochov)
La chiesa di San Venceslao (in ceco Kostel svatého Václava) è il luogo di culto cattolico che si trova a Stochov, comune del Distretto di Kladno, nella Boemia Centrale, Repubblica Ceca. Si tratta di una chiesa sussidiaria nella parrocchia della Santissima Trinità appartenente all'arcidiocesi di Praga. Risale al XVIII secolo ed è considerata monumento culturale nazionale.

## Storia

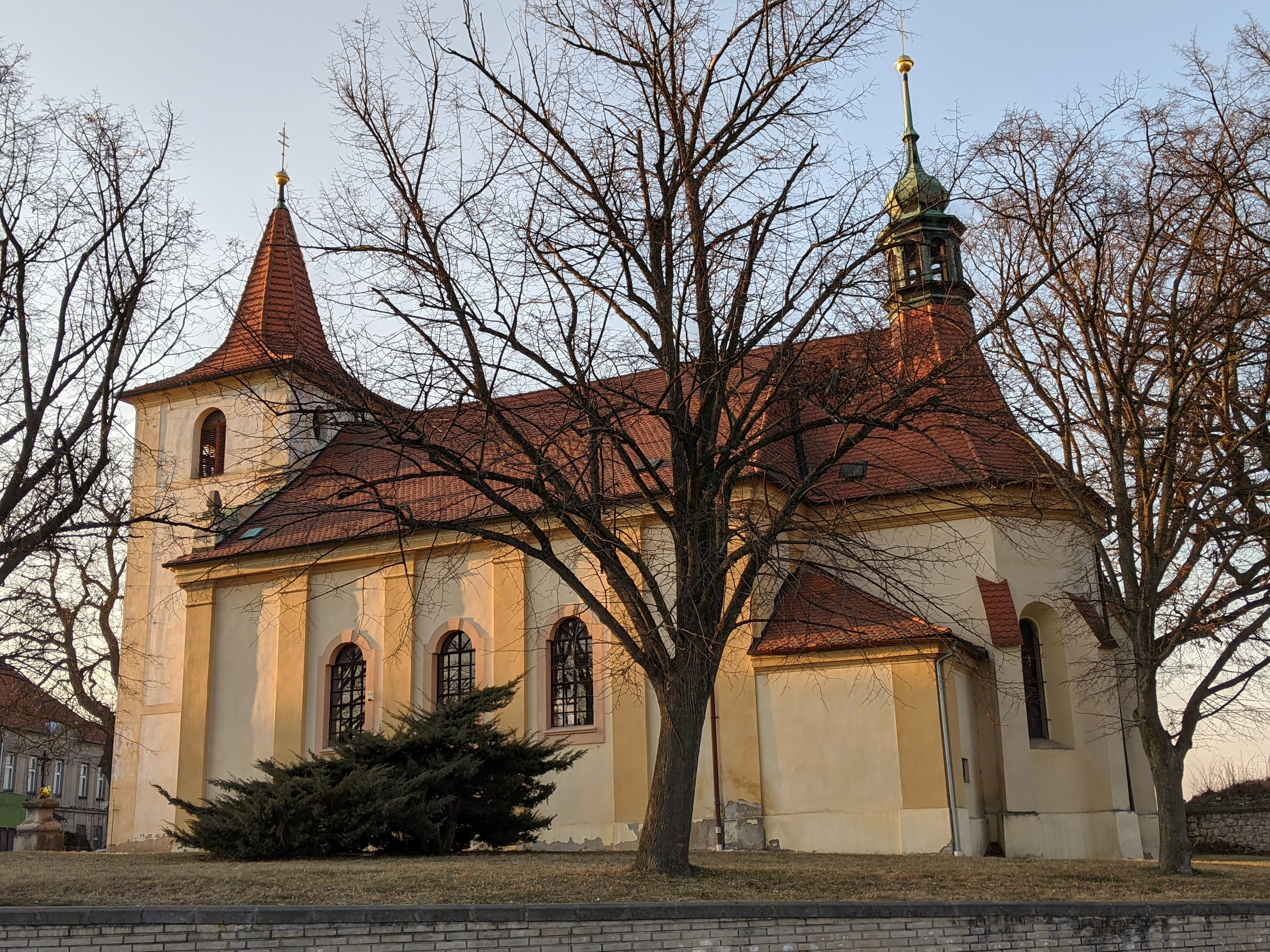
Chiesa di San Venceslao a Stochov vista nella sua fiancata destra

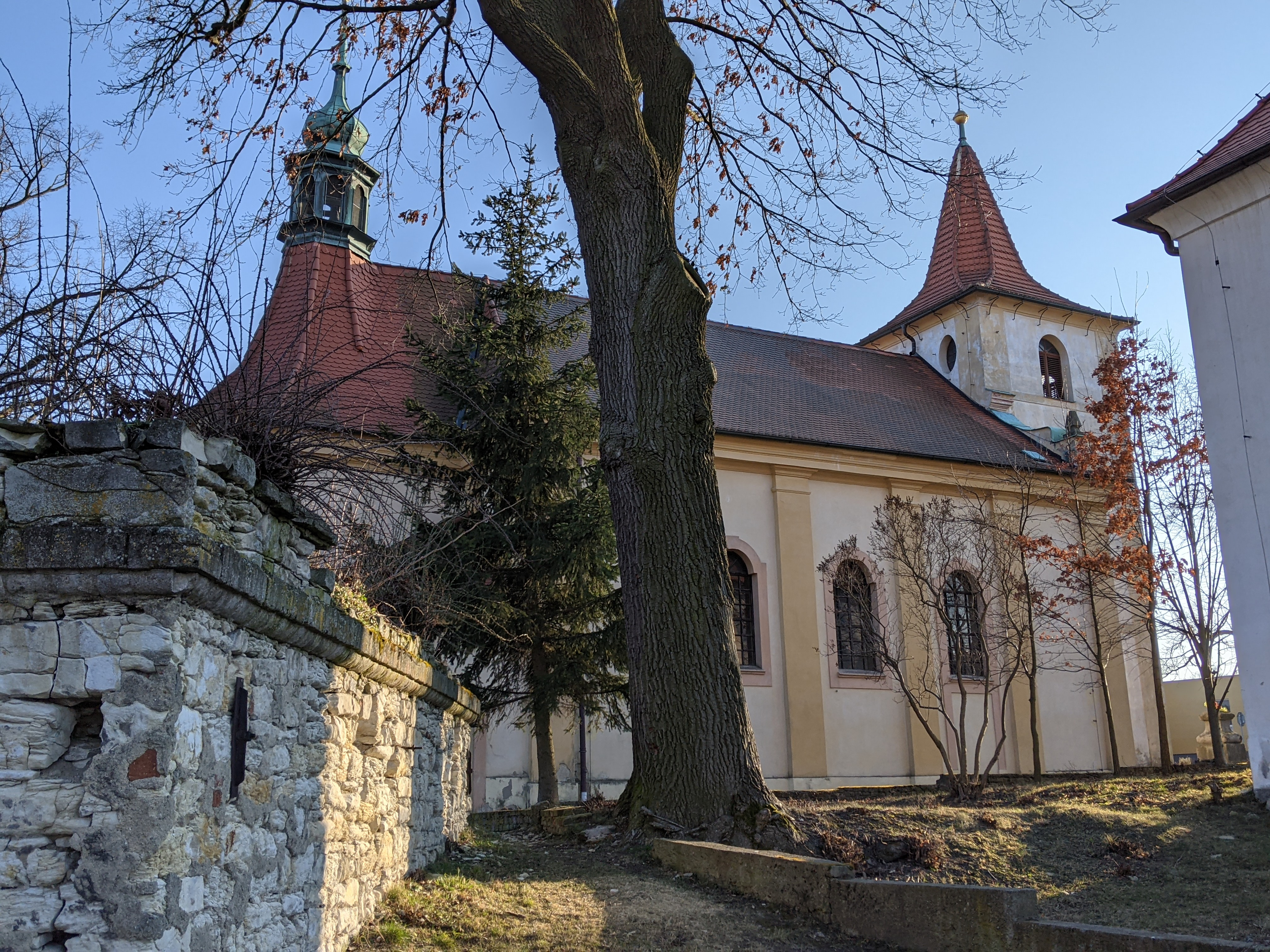
Chiesa vista nella sua fiancata sinistra

Originariamente esisteva sul sito una chiesa gotica del XIV secolo della quale si conserva il presbiterio. Venne ricostruita in stile barocco nel 1744 su disegno probabilmente di Kilian Ignaz Dientzenhofer. La torre imperiale venne aggiunta quasi un secolo più tardi, nel 1832, e nella sua cella campanaria furono collocate le campane del precedente campanile in legno.

## Descrizione

### Esterni
La chiesa di San Venceslao si trova a Stochov, comune della Boemia Centrale nella Repubblica Ceca. Mostra orientamento tradizionale verso est ed è caratterizzata dalla grande torre campanaria posta sulla sua facciata. La copertura del tetto dell'edificio è a due spioventi mentre quello della torre è a piramide curvilinea. Le facciate sono scandite da cornici terminanti con cornicioni a coronamento sfalsati e finestre rettangolari con archi semicircolari sfalsati in vetro. Poco distante si trova un edificio in passato utilizzato come scuola e la quercia di San Venceslao che secondo la tradizione venne piantata da Ludmilla di Boemia alla nascita del nipote. A breve distanza sorgeva la fortezza di Stochov. Originariamente attorno alla chiesa era situato un cimitero.

### Interni
La navata interna è unica a pianta rettangolare. Attraverso l'arco santo si accede al presbiterio. La navata ha un soffitto piano. La maggior parte degli arredi interni è barocca, l'altare maggiore conserva la pala con l'immagine raffigurante San Venceslao attribuita al pittore I. Chládek è risale alla fine del XVIII secolo. Nella chiesa si trova anche una lapide del 1563.

### Monumento nazionale culturale della Repubblica Ceca
La tutela dei monumenti della Repubblica Ceca considera la chiesa di San Venceslao di Stochov un monumento culturale nazionale tutelato col numero di catalogo 1000128676. Oggetto di tutela sono la chiesa e il terreno che la circonda sul quale anticamente era situato un cimitero.